# Euphorbia guyoniana
Euphorbia guyoniana är en törelväxtart som beskrevs av Pierre Edmond Boissier och Georges François Reuter. Euphorbia guyoniana ingår i släktet törlar, och familjen törelväxter. Inga underarter finns listade i Catalogue of Life.